# スパイクフィッシュ (潜水艦)
スパイクフィッシュ （USS Spikefish, SS-404） は、アメリカ海軍の潜水艦。バラオ級潜水艦の一隻。艦名はマカジキやフウライカジキの別称であるスパイクフィッシュに因んで命名された。アメリカ海軍の潜水艦で初めて10,000回の潜水を記録した。

## 艦歴
スパイクフィッシュは1944年1月29日にメイン州キタリーのポーツマス海軍造船所で起工した。4月26日にハーベイ・W・ムーア夫人によって命名、進水し、6月30日に艦長ニコラス・J・ニコラス中佐（アナポリス1932年組）の指揮下就役する。スパイクフィッシュは艤装が完了すると7月31日に出航、ポーツマスからニューロンドン沖の海域で訓練を行う。9月16日にポーツマスを出航し、パナマ運河を経由してハワイ諸島に向かった。10月23日に真珠湾に到着すると最初の哨戒に向けての準備を開始した。

### 第1、第2、第3の哨戒 1944年11月 - 1945年6月
11月15日、スパイクフィッシュは最初の哨戒で千島列島およびオホーツク海方面に向かった。占守島から得撫島、択捉島と巡って樺太近海を哨戒。しかし、この哨戒では味方とソ連船を見たのみで敵艦に遭遇することはなく、攻撃機会もなかった。1945年1月1日、スパイクフィッシュは64日間の行動を終えてミッドウェー島に帰投した。
1月26日、スパイクフィッシュは2回目の哨戒で南西諸島方面に向かった。2月24日、スパイクフィッシュは北緯29度05分 東経127度24分 / 北緯29.083度 東経127.400度の悪石島近海で6隻の貨物船と4隻の護衛艦から成る船団を発見し、2隻の貨物船にむけて魚雷6本を発射し、3つの命中音を確認したものの護衛艦の反撃により4時間の間、80発にも及ぶ爆雷攻撃を耐えることとなった。3月5日にも北緯29度20分 東経129度30分 / 北緯29.333度 東経129.500度の悪石島近海で別の船団と遭遇し、魚雷を2度にわたって合計6本発射したが戦果はなく、再び護衛艦による反撃を受けた。スパイクフィッシュは翌3月6日に哨戒終了の命令を受けた。3月19日、スパイクフィッシュは51日間の行動を終えて真珠湾に帰投。艦長がロバート・R・マナハン（アナポリス1938年組）に代わった。
4月19日、スパイクフィッシュは3回目の哨戒でドラゴネット (USS Dragonet, SS-293) と共に台湾近海に向かった。グアム島アプラ港に寄港し燃料を補給した後、5月3日に個別に出撃し、台湾東部海岸で救助艦任務に就いた。この間1名も救助することなく、敵艦の確認も5月14日の夜に1隻のみであった。この敵艦に対して魚雷4本を発射したものの全弾が外れた。5月29日、スパイクフィッシュは先島諸島沖の救助配置を命じられ、同海域で空母艦載機部隊の救助艦任務に当たった。6月5日に石垣島宮良地区へ5インチ砲による艦砲射撃を行った。その2日後、スパイクフィッシュは墜落した護衛空母サージャント・ベイ (USS Sargent Bay, CVE-83) 搭載機のパイロットを救助した。6月13日、スパイクフィッシュは52日間の行動を終えてアプラ港に帰投した。

### 第4の哨戒 1945年7月 - 8月
7月8日、スパイクフィッシュは4回目の哨戒で東シナ海および黄海方面に向かった。黄海方面を行動した後、上海沖で救助艦の任務に就いた。7月24日夕刻、スパイクフィッシュはレーダー基地を破壊するため中国沿岸のサーベイヤー島 (Surveyor Island)に対して艦砲射撃を行った。8月10日の真夜中、救助艦任務に当たっていたスパイクフィッシュは北緯28度37分 東経124度13分 / 北緯28.617度 東経124.217度の地点で日本の小型貨物船に接近したが、深夜のため確認することができなかった。貨物船は停泊しており、スパイクフィッシュは翌朝まで待機した。夜が明けると、味方ではないことを確認して砲撃を行って撃沈し、3名の生存者が救助された。8月13日の夜、スパイクフィッシュは北緯29度32分 東経124度52分 / 北緯29.533度 東経124.867度の上海南東190マイルの地点で浮上した潜水艦をレーダーで発見する。約1時間ほどこれを追跡したが潜水艦は潜航し、スパイクフィッシュの視界内から一旦姿を消した。日付変わって8月14日の0時7分ごろ、スパイクフィッシュは潜水艦を再び発見。念のため、司令部に自艦近辺の味方潜水艦の動向を問い合わせ、スパイクフィッシュ以外の味方潜水艦が周辺にいない旨の返事を確認してから攻撃態勢に入った。スパイクフィッシュは朝まで追跡を行い、潜望鏡でその艦影を確認すると、日本海軍の潜水艦であった。スパイクフィッシュは北緯29度02分 東経123度53分 / 北緯29.033度 東経123.883度の地点で魚雷6本を発射、うち2本が命中し潜水艦は爆煙の中沈没した。唯一の生存者が捕虜となり、この潜水艦は伊373であったことが判明した。伊373は太平洋戦争で、戦闘行為で失われた最後の日本海軍潜水艦だった。8月15日、戦争は終了し全ての交戦状態を停止する命令を受ける。8月21日、スパイクフィッシュはサイパン島に寄港して捕虜を上陸させた。8月31日、スパイクフィッシュは54日間の行動を終えて真珠湾に帰投した。
スパイクフィッシュは第二次世界大戦の戦功で3個の従軍星章を受章した。

### 戦後
スパイクフィッシュは9月6日にホー (USS Hoe, SS-258) と共に本国東海岸へ向けて真珠湾を出航。9月23日にパナマ運河を通過し、29日にコネチカット州ニューロンドンに到着した。11月1日にポーツマス海軍造船所入りし、1946年2月15日までオーバーホールが行われた。母港のニューロンドンに帰還すると、第2潜水戦隊に配属され、潜水艦訓練生の訓練を行う。スパイクフィッシュの訓練任務は1947年4月7日から9月22日までのオーバーホール、9月25日から10月2日までのバミューダ巡航、フィラデルフィア海軍造船所での1948年5月16日から7月8日までのオーバーホールで中断された。その後は1955年までニューロンドンを拠点として東海岸をバミューダからノバスコシアまでの範囲で巡航を行った。1955年4月30日にスパイクフィッシュはパイパー (USS Piper, SS-409) と共に出航し、地中海で第6艦隊配備に就く。1955年10月8日にニューロンドンに帰還し、通常任務を再開、1963年初めまで訓練任務に当たった。1960年3月18日にスパイクフィッシュはアメリカ海軍の潜水艦として初めて10,000回の潜水を記録した。スパイクフィッシュは1962年に AGSS-404 （実験潜水艦）に艦種変更された後1963年4月2日に退役し、1963年5月1日に除籍される。スパイクフィッシュは1964年8月にニューヨーク州ロングアイランド沖で標的艦として沈められた。